# Puerto Vallarta
Puerto Vallarta é uma cidade localizada no México, estado de Jalisco. É um famoso centro turístico. O nome de Puerto Vallarta, é em honra ao advogado Ignacio Luis Vallarta, notável jurista consultor jalisciense e ex-governador do estado.
A cidade pertence a segunda zona econômica mais importante do estado de Jalisco e tem o terceiro porto mais importante do México. Atualmente, é um dos lugares mais visitados do país.
Tornou-se mundialmente conhecida a partir de 1964, durante as filmagens de A Noite do Iguana, por causa do rumoroso romance entre Richard Burton, que fazia parte do elenco, e Elizabeth Taylor, que ia visitá-lo durante as filmagens.
A fama transformou o vilarejo histórico e destino de turistas. Hoje a cidade tem grande variedade de hotéis e outros pontos turísticos, além da praia.

## Escudo
O escudo de armas foi ordenado pela prefeitura de Puerto Vallarta em 1968 pelo motivo da elevação do povoado para categoria de cidade. Foi desenhado pelo artista jalisciense José Manuel Martínez Peña, e se adotou oficialmente em 31 de maio de 1968.
Está formado por quatro quadrados simétricos que representam a história de Puerto Vallarta e sua trajetória econômica e social. O campo superior direito mostra as origens do município, ostentando a primeira casa perto do mar.
O campo inferior direito representa o motivo pelo qual esquadra foi elevada a municipalidade e o porquê da mudança de nome para Puerto Vallarta. A fase superior esquerda representa a principal atividade econômica da cidade na época atual que é o turismo, representado por uma embarcação veleira, comum na baía de Puerto Vallarta.
Na parte inferior esquerda está representado o pensamento e obra dos habitantes, que sempre recebem com afeto e sinceridade todos os visitantes. O escudo está emoldurado por uma âncora marinha que fica pendurado por um cabo decorado como símbolo de que a cidade, em termos poéticos, é filha do mar.

## História
O capitão Francisco Cortés de San Buenaventura foi o conquistador desta região mexicana. Narram os filhos de cronistas que quando chegou ao povoado de Tintoque, estavam o esperando na entrada mais de vente mil índios armados e portando uma bandeira de plumas nas mãos, e por isso os espanhóis lhe deram ao vale o nome de Banderas e assim se chama até hoje.
O povoado de Puerto Vallarta foi fundado em 12 de dezembro de 1851, por Don Guadalupe Sánchez Torres que lhe chamo Las Peñas de Santa María de Guadalupe. O nome eventualmente ficou Puerto Las Peñas. A criação de Puerto se deve ao fato de que se necessitava transportar a prata proveniente das minas de San Sebastián del Oeste e Mascota.
O rancho Las Peñas foi crescendo e em 14 de julho de 1885 o porto foi aberto ao transporte marítimo nacional utilizando oficialmente o nome de Las Peñas. Em 31 de maio de 1918, por decreto foi  concedido Las Peñas o título municipal. A partir dessa data, Las Peñas se chamaria Puerto Vallarta em memória do advogado e governador de Jalisco, Don Ignacio Luis Vallarta.
Nessa época, a agricultura era a principal fonte de riqueza da região. Também se exploravam o Óleo de palma e a pimenta que cresce selvagem nas montanhas e da pesca que atingiu o seu auge na década seguinte.
Mais tarde se estabeleceu a Montgomery Fruit Company na fazenda de Ixtapa, para a exploração de bananas para exportação aos Estados Unidos. A companhia levou os primeiros tratores a região, fizeram casas pré-fabricadas, geradores elétricos e até uma ferrovia. Havia trabalho de sobra e os comerciantes do porto se beneficiavam com o aumento de suas vendas. Os Vallartences ainda recordam esses anos como a "prosperidade de Ixtapa".

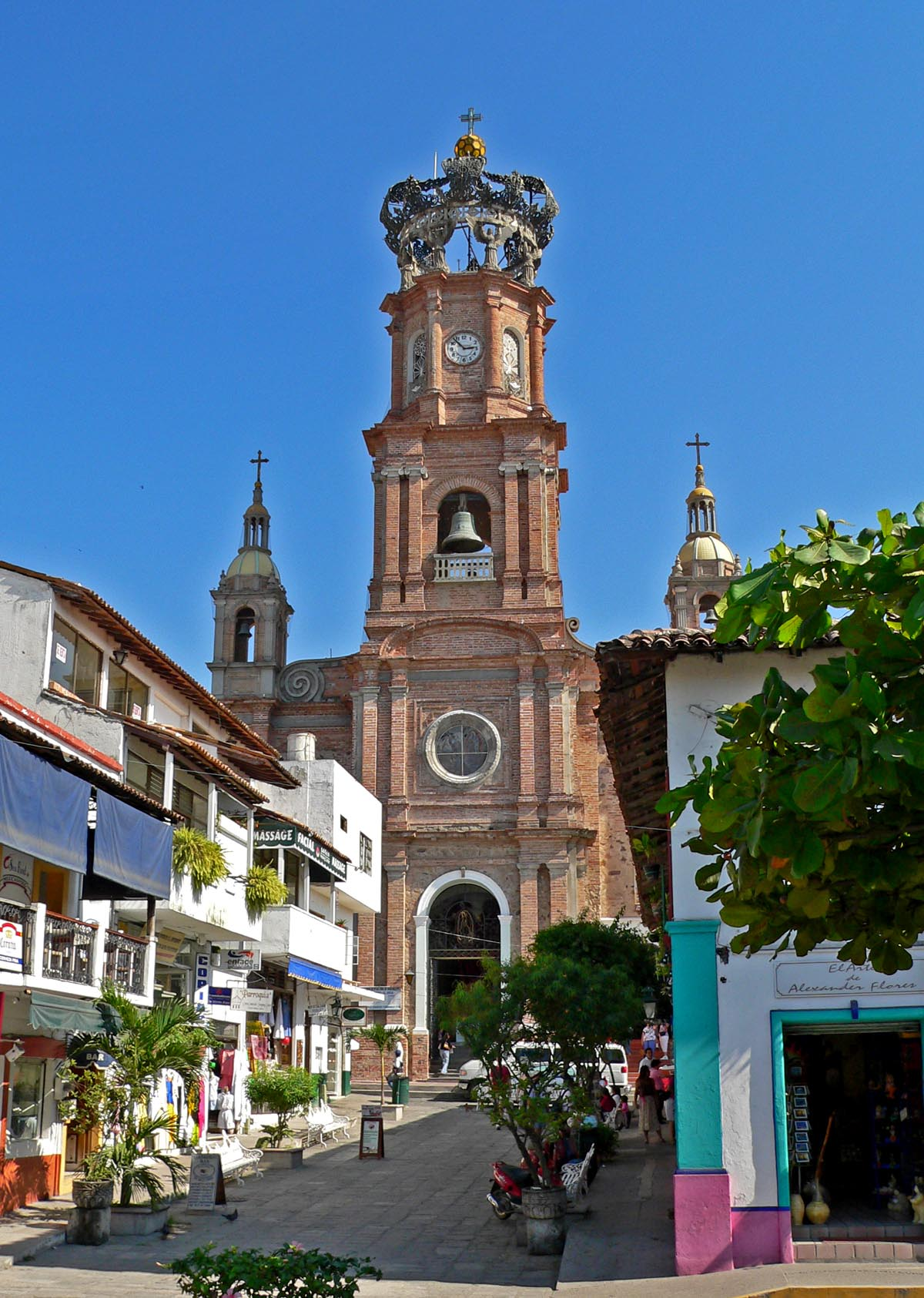
Catedral de Puerto Vallarta.

Na segunda metade dos anos 30 ela primeira dos anos 40, a pesca de tubarão teve grande importância: sua carne era enviada Cidade do México onde era vendida. O óleo de fígado era exportado para alguns países da União de Nações Sul-Americanas, onde era transformado em cápsulas que eram entregues aos soldados em batalha na Segunda Guerra Mundial como complemento vitamínico. Também se exportava a pele de tubarão, crocodilo, e pérolas.
Em 1951, a cidade celebrou com grandes festas o primeiro centenário de sua fundação. Em 12 de dezembro daquele ano, a armada do México se apresentou na baía para saudar aos vallartences com sua salva de 21 canhões, e na praça central os 80 executantes da banda da Marinha entonaram as notas do Himno Nacional Mexicano.
A chegada de capital externo e a abertura de negócios relacionados com o turismo, a entrada da companhia Mexicana de Aviación que reinstalou a rota aérea que foi abandonada dois anos, e o estabelecimento de alguns programas do governo estatal para o desenvolvimento da costa, encorajaram a economia local.
Um feito muito importante marcou o início da década dos anos 70. Em 20 de agosto de 1970, se reuniram no porto os presidentes Gustavo Díaz Ordaz do México e Richard Nixon dos Estados Unidos. Durante sua visita, o presidente do México inaugurou obras de muita importância: a rodovía Compostela-Puerto Vallarta e uma ponte sobre o rio Ameca, o aeroporto internacional, a subestação eléctrica de CFE e novas docas no porto.
Estas obras fizeram possíveis a chegada de mais cruzeiros maritímos, e o novo aeroporto permitiu o aumento de voos de companhias já existentes e a entrada de companhias aéreas estrangeiras. Puerto Vallarta fica assim ligada com as principais cidades do país e do mundo.

## Geografia

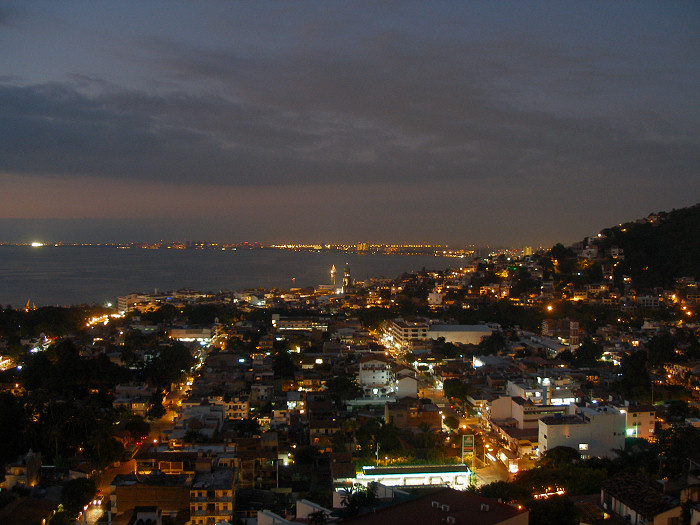
Puerto Vallarta a noite.

O município de Puerto Vallarta está situado a oeste do estado, nas coordenada 20° 40′ N, 105° 16′ O, a uma altura de 2 metros sobre o nível do mar.
Tem limite ao norte com o estado de Nayarit, ao sul com o município de Cabo Corrientes e Talpa de Allende, ao leste com San Sebastián del Oeste e Mascota, ao oeste com o Oceano Pacífico. Sua extensão territorial é de 1.300,67 km².
Dada sua situação geográfica, no fundo da Bahía de Banderas, em Nayarit, Puerto Vallarta quase nunca é diretamente atingida por furacões. No entanto, em 25 de outubro de 2002 o Furacão Kenna, o terceiro de mais forte na história recente do México, depois de mudar bruscamente de direção chegou a terra com pouca distância ao norte de Puerto Vallarta, com ventos de até 260 km² por hora, e ondas de até 8 metros de altura, afetando o porto seriamente.

### Topografia
O município conta com poucas zonas planas, estas se localizam principalmente na margem direita do rio Ameca, e pela costa desemboca  no rio Cuale até o sul. A maior parte da superfície está ocupada por zonas acidentadas, ao leste as serras de San Sebastián e de Cuale parte do escudo intervulcánico do ocidente, que forma parte da Sierra Madre Ocidental, a protegem dos ventos e servem como moderadores do clima.
A Serra de Cuale chega até a costa formando imponentes a partir de falésias ao sul do município, e continua ao sul até chegar a cidade de Cabo Corrientes. As principais alturas são encontradas: no Picacho de Palo María de 1600 metros, o Cerro de la Aguacatera de 1500, e La Torrecilla de 1250 metros sobre o nível do mar.

### Hidrografia
O município está regado ao norte pelo rio Ameca que serve de límite entre os estados de Jalisco e Nayarit, e o município de Mascota que descarrega suas águas próximo aos povoados de Las Juntas, El Pitillal, La Vena de Santa María e El Cuale, que cruza a cidade. Ao sul se encontra os córregos de Las Amapas, Las Estacas, El Carrizo, Palo María, Mismaloya, Los Horcones e de Quimixto, assim como o Tomatlán que serve de limíte com o vizinho município de Cabo Corrientes. Ao norte da cidade se encontra o estero de El Salado. Seguindo a estrada até Ameca via Mascota veremos as localidades de Santiago de Pino, Copales, o rancho El Carrizo, San Felipe de Hijar, Amatanejo, Los Charcos, La casa Colorada, La Tierra Blanca, La Cofradía, o rio Ameca, La Estancia, e La Tortuga.

### Vegetação
A flora é muito variada; Há árvores como chilte, madeira duras como pau brasil e madeiras como: amapa, primavera, parota, cedro e nogal apropriadas para a fabricação de móveis. Na faixa litorânea proliferam as palmeiras e outras árvores frutíferas como graviola, manga e abacate. Uma das espécies que mais sofreu pelo crescimento urbano é a arvore que produz coquinho do óleo de palma que crescem em uma área muito restrita e deve ser protegida.

### Clima
O clima em Puerto Vallarta é tropical para uma cidade litorânea, muito quente no verão, com temperatura variando acima dos 30°C, e com boas precipitações com uma média anual acima de 1.000 msm de chuvas, as temperaturas ficam amenas no inverno, não chegando a ser muito frio em média 19°C.
| Dados climatológicos para Puerto Vallarta         | Dados climatológicos para Puerto Vallarta | Dados climatológicos para Puerto Vallarta | Dados climatológicos para Puerto Vallarta | Dados climatológicos para Puerto Vallarta | Dados climatológicos para Puerto Vallarta | Dados climatológicos para Puerto Vallarta | Dados climatológicos para Puerto Vallarta | Dados climatológicos para Puerto Vallarta | Dados climatológicos para Puerto Vallarta | Dados climatológicos para Puerto Vallarta | Dados climatológicos para Puerto Vallarta | Dados climatológicos para Puerto Vallarta | Dados climatológicos para Puerto Vallarta |
| Mês                                               | Jan                                       | Fev                                       | Mar                                       | Abr                                       | Mai                                       | Jun                                       | Jul                                       | Ago                                       | Set                                       | Out                                       | Nov                                       | Dez                                       | Ano                                       |
| ------------------------------------------------- | ----------------------------------------- | ----------------------------------------- | ----------------------------------------- | ----------------------------------------- | ----------------------------------------- | ----------------------------------------- | ----------------------------------------- | ----------------------------------------- | ----------------------------------------- | ----------------------------------------- | ----------------------------------------- | ----------------------------------------- | ----------------------------------------- |
| Temperatura máxima recorde (°C)                   | 34                                        | 35                                        | 36                                        | 33                                        | 35                                        | 37                                        | 36                                        | 37                                        | 37                                        | 38                                        | 36                                        | 36                                        | 35                                        |
| Temperatura máxima média (°C)                     | 28                                        | 29                                        | 29                                        | 29                                        | 31                                        | 32                                        | 33                                        | 33                                        | 33                                        | 33                                        | 32                                        | 29                                        | 30                                        |
| Temperatura mínima média (°C)                     | 16                                        | 16                                        | 16                                        | 17                                        | 20                                        | 22                                        | 22                                        | 23                                        | 22                                        | 22                                        | 19                                        | 18                                        | 19                                        |
| Temperatura mínima recorde (°C)                   | 12                                        | 11                                        | 10                                        | 15                                        | 15                                        | 18                                        | 20                                        | 20                                        | 20                                        | 18                                        | 10                                        | 10                                        | 15                                        |
| Precipitação (mm)                                 | 125                                       | 26                                        | 20                                        | 11                                        | 168                                       | 634                                       | 709                                       | 746                                       | 842                                       | 276                                       | 133                                       | 132                                       | 1,392                                     |
| Fonte: Servicio Meteorológico Nacional 07/04/2010 |                                           |                                           |                                           |                                           |                                           |                                           |                                           |                                           |                                           |                                           |                                           |                                           |                                           |

## População
De acordo com os resultados que apresentou o II Recenseamento Geral da População e Habitação 2005, o município contava com um total de 220,368 habitantes.
Se calculou que 92% da população municipal é de religião católica. E os 8% restante se divide entre evangélicos, judeus e outras religiões.

## Economia
Cerca de 50% da força de trabalho é empregada em indústrias relacionadas com turismo: hotéis, restaurantes, serviços pessoais e transporte. O município tem no entanto e continuam a ter forte setores agrícola, industrial e comercial.

### Indústrias
Especialmente importante é a agricultura no vale do nordeste de Ameca no centro da cidade. As principais culturas incluem farinha de milho, batata doce, feijão, pimenta, melancia e fumo. Na fruticultura as operações são mais dispersas, com plantações de banana no vale Ameca, manga nos montes baixos, e as fazendas de abacate em alguns dos mais elevados acima do solo da cidade.
Há também significativas operações na pecuária operações no vale de Ameca, e a pesca na Baía de Banderas é também significativa para a indústria local.
Os produtos industriais incluem alimentos e bebidas, móveis e material de construção. Trinta anos de consistente Desenvolvimento Puerto Vallarta ter dado sector da construção emprega muito forte que quase 10% da força de trabalho Puerto Vallarta.
Compreende o setor comercial quase 17% da força de trabalho, incluindo o transporte, caminhões, as operações de atacado e varejo. Embora o setor de varejo é subestimado provavelmente por causa da grande economia em outros setores.

### Turismo

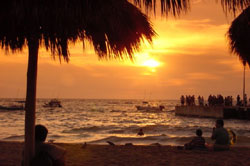
Entardecer em Puerto Vallarta.

O turismo é um dos principais fatores para el desenvolvimento econômico deste município. Puerto Vallarta oferece a seus habitantes e visitantes um bom número de praias que são visitadas cotidianamente. Se pode admirar grande quantidade de belezas naturais, monumentos históricos e obras de arte, o qual atrai muitos turistas nacionais e estrangeiros. O turismo se encontra amplamente formado em Puerto Vallarta, pois o município conta também com zonas arqueológicas, ecológicas e de montanhas com belas paisagens, fatores que fazem amplamente atrativos para esta atividade econômica.
Assim mesmo, construções históricas e grandemente significativas como obras de arte, costumes locais, tradições e lendas muito próprias de Puerto Vallarta, sem deixar de lado os eventos nacionais e internacionais que aqui se celebram, representam para seus habitantes e turistas um foco de atrações muito interessantes.

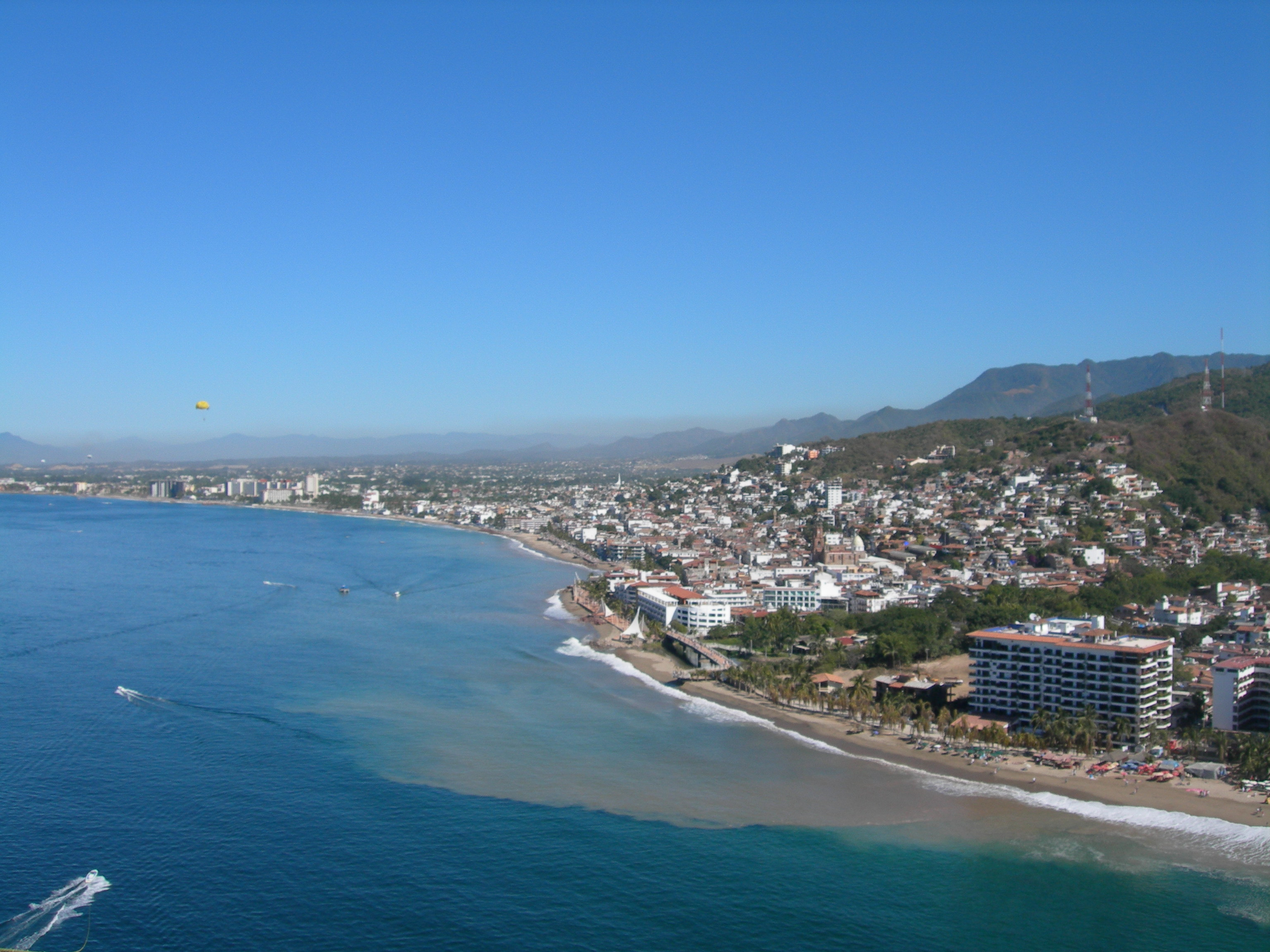
Puerto Vallarta vista do alto.

Depois do filme A Noite do Iguana, Puerto Vallarta  continuou a lser ocalização de filmes. Nas áreas de floresta foi filmado Predator, protagonizado por Arnold Schwarzenegger assim como a série televisiva Acapulco Heat, Puerto Vallarta Squeeze em 2003 com atores como Héctor Soberón, Harvey Keitel, Mariano Maddio e o já falecido ator Jonathan Brandis, que protagonizou seu último filme Beverly Hills Chihuahua em 2008. Graças a sua infraestrutura hoteleira, a cidade também tem sido a sede de eventos de beleza (recentemente, "A garota Maxim 2005-2006") e de conferências internacionais, como a de 1994 da Comissão Baleeira Internacional na qual se criou o santuário baleeiro nos mares do sul.
É constante o movimento marítimo de cruzeiros, que chegam diariamente, e as visitas ocasionais das fragatas da Marinha dos Estados Unidos e Marinha mexicana, mantém uma base no porto, bem como para treinar hospital naval no centro da cidade, que é agora um Museu Naval. Puerto Vallarta, no entanto, não é muito ativa como um porto comercial. A maioria das mercadorias que chegam em Puerto Vallarta são por caminhão, pela estrada Compostela a partir de Guadalajara.
Turismo e Viagens representam grande parte de Puerto Vallarta, com o aluguel de muitos e acomodações disponíveis. Enquanto nos Estados Unidos a economia criou uma recessão no turismo de negócios, outros mercados como Canadá e Europa são fortes no setor.

## Cidades-irmãs
A cidade está geminada com:
- Santa Bárbara, Estados Unidos
- Gijón, Espanha
- Londres, Reino Unido
- Acapulco, México
- Puebla, México